# Dodge Super Bee
La Dodge Super Bee è una vettura muscle car prodotta negli Stati Uniti, in serie limitata, dalla divisione Dodge del gruppo Chrysler. La Super Bee venne prodotta dal 1968 al 1971. Molto tempo dopo, 2004, il nome Bee è ricomparso su una versione del modello Ram che fu chiamato appunto Ram Rumble Bee e, nel 2007, con la Dodge Charger Super Bee.

## Sviluppo

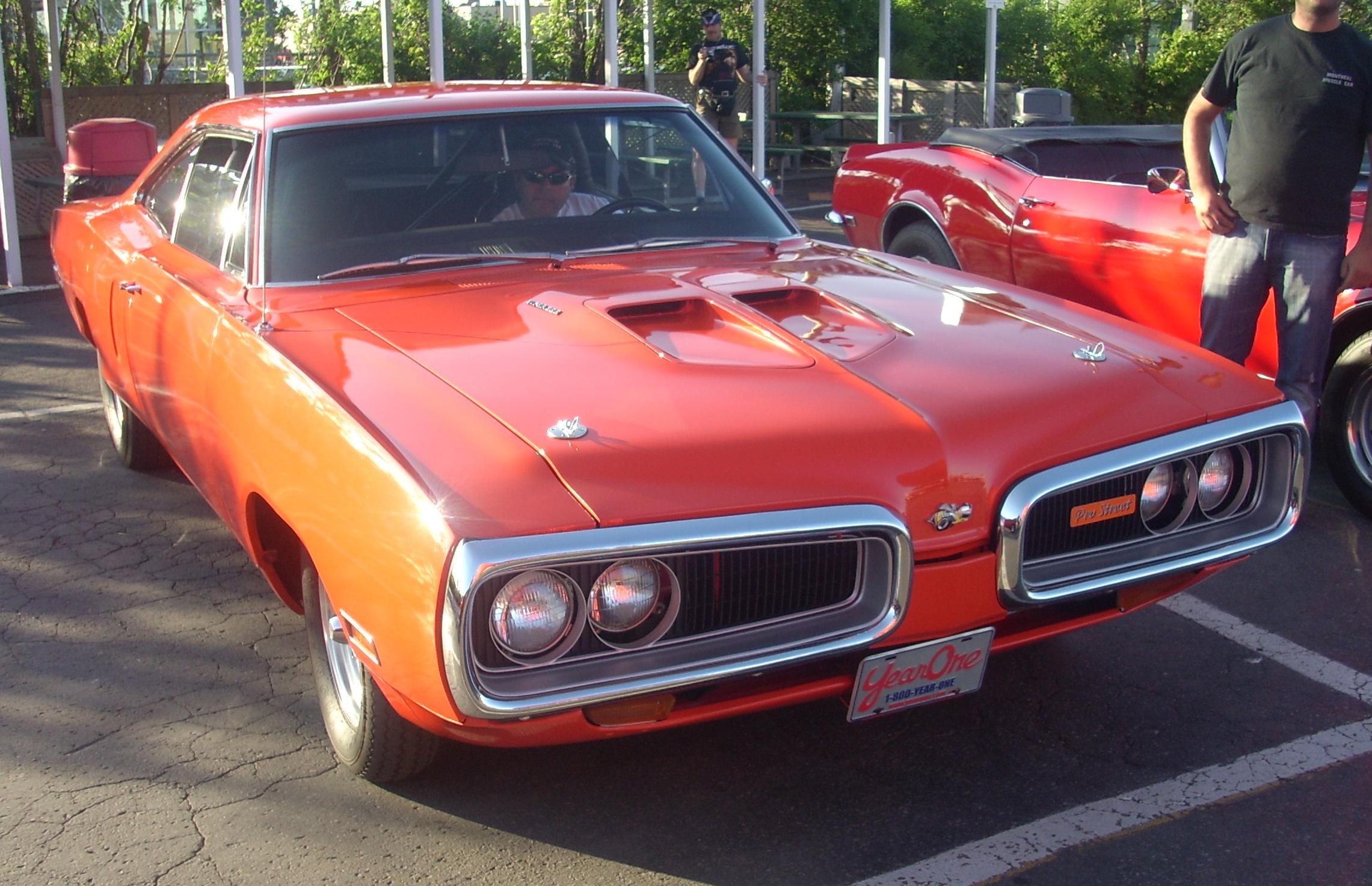
La versione del 1970

### 1968-1970
La prima versione della Super Bee, presentata nel febbraio 1968, era basata sulla Coronet. In questo periodo era disponibile solo con carrozzeria due porte. La vettura rappresentava il modello di ingresso delle muscle car della Dodge ed era venduta ad un prezzo di 3.072 dollari. Il motore base era il 383 ci (6.3 L) Magnum che forniva 335 hp (250 kW). Era disponibile come optional anche il motore Hemi da 426 ci (7 L) che forniva 425 hp (317 kW). La scelta di questa motorizzazione però faceva salire il prezzo della vettura di un terzo, da solo costava 715 dollari, e nel primo anno di produzione furono solo 125 le Super Bee dotate del motore più potente. Sempre a richiesta era disponibile il cambio manuale a quattro marce Mopar A-833. La vettura era poi dotata di sospensioni rinforzate e pneumatici da alte prestazioni. Esternamente il modello si distingueva per una striscia, con il logo Bee, posizionata su una estremità del bagagliaio.
Nel 1969 venne introdotta una carrozzeria hardtop e la presa d'aria Ramcharger. Verso la metà dello stesso anno divenne disponibile, sempre come optional, un terzo motore: il 440 ci (7,2 L) Six Pack che erogava 390 hp (291 kW). Il nome di questo motore derivava dall'alimentazione realizzata con tre carburatori a doppio corpo. Come fascia di potenza il nuovo motore si posizionava tra il 383 base e l'Hemi. Il prezzo della versione della Super Bee dotata del motore Six Pack era di 463 dollari più alto della versione base.
Nel 1970 venne rivista l'estetica della parte anteriore che adesso era caratterizzata da una calandra con un doppio ovale che l'ufficio stampa della ditta chiamò Bumble Bee Wings (ali di bombo). Il nuovo aspetto però non convinse i potenziali acquirenti e le vendite della vettura subirono un deciso calo. Per il nuovo model year erano disponibili tutte le motorizzazioni presentate l'anno precedente. Furono anche realizzati quattro prototipi di Super Bee convertible che non ebbero seguito e dei quali poi si sono perse le tracce.

### 1971

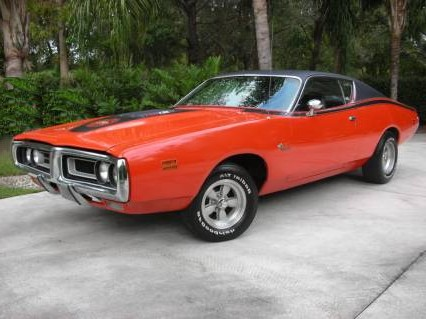
1971 Charger Super Bee

A partire dal 1971 il modello Coronet divenne disponibile solo con carrozzeria station wagon e berlina per cui come base per il modello Super Bee venne utilizzata la Charger. In questo caso la vettura costituiva il modello più economico nella gamma della Charger con un prezzo di vendita di 3.271 dollari. Un nuovo motore si aggiunse ai precedenti: lo small-block 340 ci (5,6 L) da 275 hp (205 kW). Le altre motorizzazioni erano comunque sempre disponibili. Furono 4.144 le Super Bee model year 1971 prodotte, delle quali solo 22 con il motore Hemi. Ventisei esemplari furono invece dotati del motore 440 Magnum (4-bbl), ufficialmente non disponibile su questo modello.

### 2007
Al North American International Auto Show del 2006 è stata presentata, come model year 2007, una nuova Super Bee. Questo nuovo modello utilizza la nuova Charger STR-8 come base. La vettura, che dovrebbe essere prodotta in soli 1.000 esemplari, presentava una sgargiante livrea in Detonator Yellow con cofano nero e con decal sui parafanghi. Il motore era l'Hemi da 6,1 L (372 ci) accreditato di una potenza di 425 hp (320 kW).

## Le Super Bee messicane
In Messico intorno agli anni settanta è stata prodotta una versione della Super Bee basata sulla Dart. Fino al 1976 venne utilizzata come base il pianale A della Dodge per passare poi, nel periodo 1977-1979, a quello F della Aspen coupé che su questo mercato era venduta come Dodge Valiant Volare.

## Produzione
(rif. mercato USA)
Totale 1968-1971: 54.932 esemplari così divisi per anno:
- 1968: 7.842 di cui 7.717 base e 125 con motore Hemi
- 1969: 27.800 Super Bee delle quali 25.727 in versione base, 1.907 Six Pack e 166 con motore Hemi
- 1970: 15.506 gli esemplari venduti
- 1971: 4.144 vetture prodotte delle quali 22 con motore Hemi